# Tossals d'Isòvol i Olopte
Els Tossals d'Isòvol i Olopte són una mostra representativa del paisatge dels sistemes naturals que presenten tossals calcaris i esquistosos. El principal interès dels tossals de la Baixa Cerdanya rau en el seu caràcter continental i sec.
Per la seva orientació, els solells d'aquest Espai són una via important de penetració per a les espècies mediterrànies i continentals vers l'interior de les terres pirinenques. En ser un Espai Natural Protegit que consta d'una àrea de penetració per a espècies mediterrànies, la fauna i flora que conté és molt singular; s'hi troba una flora rica i variada amb espècies vegetals continentals i estèpiques de gran interès biogeogràfic, algunes de les quals molt rares a Catalunya i alguns endemismes d'espècies de fauna invertebrada cavernícola.

## Medi físic
El relleu de la fossa tectònica de la Cerdanya es caracteritza per dos vessants ben diferenciats, separats a la seva base per terrenys més o menys planers drenats pel riu Segre i només interromputs per petits turons o tossals. Aquests tossals, bàsicament calcaris, tenen un relleu d'erosió amb formes molt arrodonides.

## Biodiversitat
La funció principal dels espais naturals protegits de Catalunya és conservar mostres representatives de la fauna, la flora i els hàbitats propis del territori, de manera que es puguin desenvolupar els processos ecològics que donen lloc a la biodiversitat (l'àmplia varietat d'ecosistemes i éssers vius: animals, plantes, els seus hàbitats i els seus gens).
Els tossals d'Isòvol i Olopte contenen una fauna molt singular, ja que són una àrea de penetració per a espècies mediterrànies. S'hi troba una flora rica i variada amb espècies vegetals continentals i estèpiques de gran interès biogeogràfic, algunes de les quals molt rares a Catalunya. Aquests hàbitats propicien l'existència d'alguns endemismes molt interessants, especialment pel que fa a invertebrats cavernícoles.

### Vegetació
El paisatge està dominat per comunitats vegetals de tipus continental estèpic; hi predominen els prats i els gramenets secs (Xerobromion erecti i, en especial, Adonido-Brometum erecti, una comunitat exclusiva d'aquests tossals), només interromputs per altres formacions herbàcies (joncedes) o arbustives (boixedes, bardisses). Aquestes comunitats estan integrades per espècies continentals estèpiques de gran interès biogeogràfic, algunes de les quals molt rares a Catalunya: Adonis vernalis, Linum austriacum, Stipa capillata, Silene otites.

### Fauna
Els tossals d'Isòvol i Olopte contenen hàbitats xeròfils poblats per diversos components faunístics mediterranis que penetren al Pirineu. Així, hi destaquen les espècies dels solells, entre les quals hi ha alguns micromamífers, com la musaranya comuna (Crocidura russula); rèptils, com ara el llangardaix ocel·lat (Lacerta lepida) o la sargantana ibèrica (Podarcis hispanica); ocells com l'arpella pàl·lida (Circus cyaneus), l'escorxador (Lanius collurio) i l'hortolà (Emberiza hortulana).
Les nombroses coves i forats dels tossals conserven una singular fauna cavernícola, molt rica en endemismes i espècies rares. Els quiròpters cavernícoles presenten poblaments de cria de primavera i estiu.
De gran interès biogeogràfic són diverses especies de coleòpters (Geotrechus seijasi, Troglophyes sp) i aràcnids (Tegenaria carensis).

## Protecció
L'Espai Natural Protegit dels Tossals d'Isòvol i Olopte va ser incorporat al PEIN pel Decret 328/1992, pel qual s'aprovava el PEIN.
Així mateix, mitjançant el Pla especial se'n va fer la delimitació definitiva. Aquest Pla complementa el règim normatiu bàsic de protecció establert pel PEIN amb determinacions específiques per a aquest Espai.

## Economia
L'ús principal que s'hi practica és la pastura, especialment de bestiar oví. Algunes granges se situen al peu de l'Espai, amb ramats extensius que aprofiten la vegetació herbàcia dels tossals. També s'hi duen a terme activitats extractives de roca calcària. El 0,08% de la superfície es troba al Catàleg de Forests d'Utilitat Pública (CUP) o té algun tipus de conveni amb ajuntaments o particulars.
Usos del sòl
- Vegetació arbustiva i herbàcia - 95,99%
- Terres agrícoles i àrees antròpiques - 3,73%